# Холодівська сільська рада
| Холодівська сільська рада — колишній орган місцевого самоврядування у Тульчинському районі Вінницької області з адміністративним центром у с. Холодівка. Сільській раді підпорядковані населені пункти: - с. Холодівка |

## Склад ради
Рада складається з 16 депутатів та голови.

## Керівний склад сільської ради
| ПІБ                         | Основні відомості                                                                      | Дата обрання | Дата звільнення |
| --------------------------- | -------------------------------------------------------------------------------------- | ------------ | --------------- |
| Мисливий Віктор Миколайович | Сільський голова, 1948 року народження, освіта, безпартійний                           | 26.03.2006   | 31.10.2010      |
| Деркач Юрій Васильович      | Сільський голова, 1964 року народження, освіта вища, член Комуністичної партії України | 31.10.2010   |                 |

Примітка: таблиця складена за даними джерела